# Sender Sölvesborg
Der von 1982 bis 1984 errichtete und 1985 in Betrieb genommene Sender Sölvesborg des Schwedischen Auslandsrundfunkdienstes befindet sich in der schwedischen Provinz Blekinge län auf dem Gemeindegebiet Sölvesborg in der Nähe des Ortes Hällevik.
Gesendet wurde auf der Mittelwellenfrequenz 1179 kHz mit einer Sendeleistung von bis zu 600 Kilowatt. Die Sendeantenne der Anlage besteht aus zwei sehr eindrucksvollen, 135 Meter hohen, freistehenden, geerdeten Stahlfachwerktürmen, die in halber Höhe über parallel zu den Eckstielen verlegte Leitungen mit der abzustrahlenden Hochfrequenzenergie gespeist werden.
Durch seine optimale Lage am Meer konnte der Sender in Sölvesborg auch tagsüber – sofern er um diese Zeit in Betrieb war – im gesamten südlichen Ostseeraum empfangen werden. Das Meerwasser mit seiner guten elektrischen Leitfähigkeit sorgt für eine optimale Ausbreitung der Bodenwelle.
Der Sendebetrieb auf 1179 kHz wurde zum Ende des 30. Oktober 2010 um Mitternacht Ortszeit eingestellt, nachdem die Leitung von Sveriges Radio beschlossen hatte, dass der Betrieb wegen der günstigeren Verbreitung über das Internet finanziell und journalistisch nicht länger gerechtfertigt sei. Am selben Tag wurden auch die Kurzwellensendungen aus Schweden beendet (Sender Hörby).
Am 11. Dezember 2012 wurde bekannt, dass alle Sendeeinrichtungen inklusive der Sendemasten des Senders Sölvesborg im Laufe des Jahres 2013 abgerissen werden sollten. Stand 2024 sind die Masten immer noch existent.

## Bildergalerie

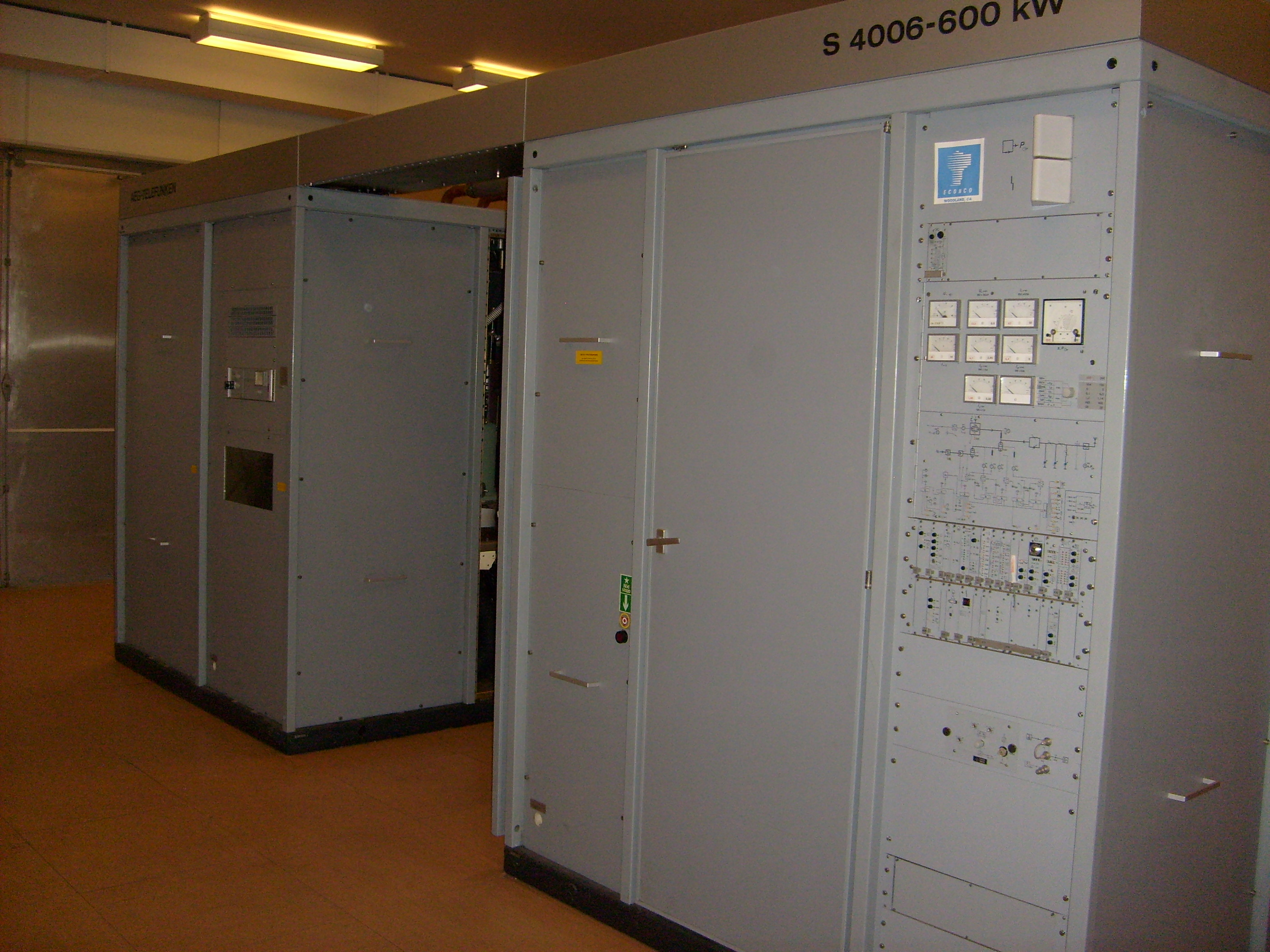
Mittelwellensender Telefunken S 4006 (2011)
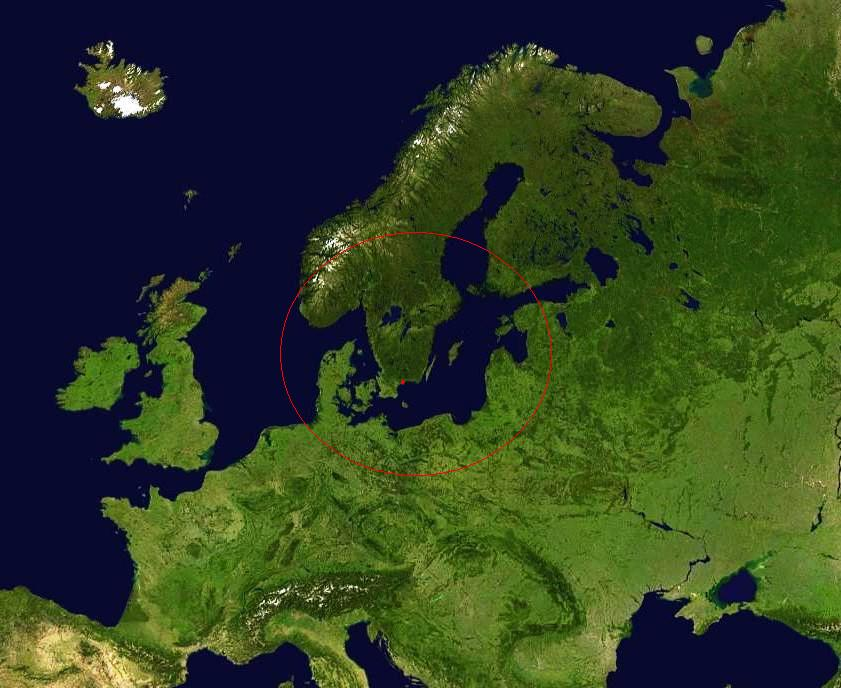
Reichweite am Tag (in der Vergrößerung deutlicher)
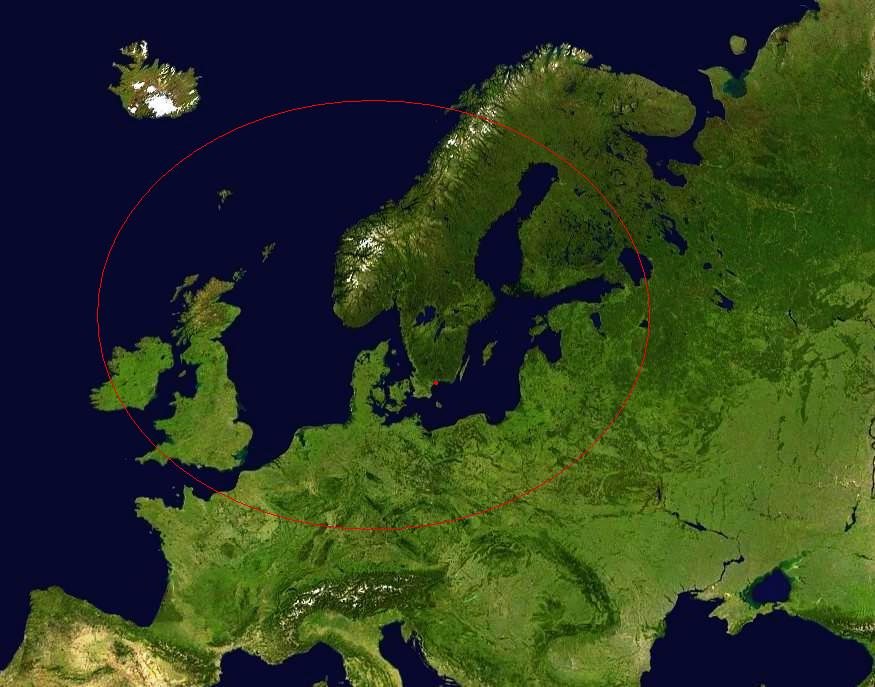
Reichweite in der Nacht